# SJ O
Die SJ O ist eine Elektrolokomotive, die ab 1914 für die schwedische Staatsbahnen Statens Järnvägar in unterschiedlichen Ausführungen gebaut wurde. Sie wurde in Verbindung mit der Elektrifizierung der Bahnstrecke Luleå–Narvik (Erzbahn) entwickelt. 22 Lokomotiven lieferte Siemens, zwölf Maschinen wurden bei Allmänna Svenska Elektriska Aktiebolaget hergestellt. Die Lokomotiven gehörten zur ersten serienmäßig hergestellten Baureihe schwedischer Elektrolokomotiven.

## Geschichte
Durch die weltweite Entwicklung im Maschinenbau und der Elektrotechnik wurden die ersten Elektrolokomotiven gebaut und ständig verbessert. Die erste echte Lokomotive, die in Schweden verfügbar war, war die Versuchslok von ASEA aus Tomteboda, die ihren Probebetrieb 1906 aufnahm. Die Erprobungen wurden 1910 abgeschlossen, was zur Entscheidung führte, die Erzbahn zu elektrifizieren.
Der Erzzugverkehr erforderte schwere Fahrzeuge. Die bislang verwendete Dampflokomotivbaureihe SJ R konnte zwischen Abisko und Riksgränsen 28 Wagen auf der langen Steigung mit 10 km/h befördern. Für den elektrischen Betrieb gaben SJ 30 Erzwagen und eine Geschwindigkeit von 30 km/h im Pflichtenheft vor. Dieser Zug musste auf einer Steigung von zehn Promille und bei einem Kurvenradius von 500 Metern mit einer Zug- und einer Schublokomotive befördert werden. Ein neuer Verkehrsvertrag mit LKAB ab 1913 sah den Abtransport von mehr als 3,1 Millionen Tonnen Erzgestein vor. Da angenommen wurde, dass die bereits in Planung befindlichen Lokomotiven zu schwach sein könnten, wurden die Anforderungen auf 40 Erzwagen pro Zug erhöht.
Dazu wurde als erste Baureihe von den Siemens-Schuckert-Werken in Deutschland eine Lokomotive mit Blindwelle und Kuppelstangen gebaut, die nur auf einer Seite einen Führerstand besaß. Im Regelbetrieb verkehrten die Lokomotiven immer als Doppellok gekuppelt mit je einem Führerstand an jedem Ende. Bei SJ wurde geplant, eine Lokomotive mit der Achsfolge C+C zu bauen. Während der Bauphase bei Siemens wurde festgestellt, dass es nicht möglich ist, mit dieser Achsfolge die Forderungen hinsichtlich Achsdruckbegrenzungen einzuhalten. Deshalb entstand die Lokomotive mit einer Laufachse je Lokhälfte. Die Rahmen und Lokkästen entstanden bei Vagn- & Maskinfabriksaktiebolaget Falun.
Mit diesen Lokomotiven konnten Zuggewichte von 1900 Tonnen befördert werden. Jeder Teil der Doppellok besaß einen 590-kW-Motor. Der Einsatz erfolgte zunächst auf dem Nordabschnitt zwischen Kiruna und Riksgränsen und später auf dem Südabschnitt von Malmberget nach Luleå. Die erste Lokomotive wurde 1914 in Kiruna angeliefert. Durch die Elektrifizierung der Bahnstrecke Luleå–Narvik (Erzbahn) verkehrten die ersten Züge mit elektrischen Lokomotiven ab 1915 auf dem Abschnitt Kiruna–Riksgränsen und ab 1922 auf der ganzen Strecke. Im Laufe der Betriebsjahre erfolgte ein Umbau des Kühlsystems, weil es im Winter mit Flugschnee Probleme gab.
Die Siemens-Lokomotiven wurden nach den erhöhten Anforderungen nicht weiter gebaut. Stattdessen wurde bei ASEA eine leistungsfähigere Maschine in Auftrag gegeben. Die beiden Typenreihen erhielten die Bezeichnung O. 1919 wurde die Baureihe auf die Unterbaureihen Oa für die Siemens-Lok und Ob für die Variante von ASEA aufgeteilt. Nach anderer Quellenlage wurden die Lokomotiven nach anderen Kriterien, wie der Achslast, in zwei Untergruppen aufgeteilt, wie nachfolgend beschrieben ist.

## Baureihe SJ O
Ursprünglich enthielt die Baureihe SJ O 22 Lokomotivhälften von Siemens und vier Lokomotivhälften von ASEA, die allesamt 1914 und 1915 gebaut wurden. Die erste Siemenslok kam am 30. April 1914 nach Kiruna, die erste ASEA-Lok wurde am 6. Oktober 1914 angeliefert.
Dazu wurden acht weitere Lokhälften mit einer Höchstgeschwindigkeit von 100 km/h und geringerem Achsdruck 1917 von ASEA geliefert und ebenfalls in die Baureihe O einsortiert. Die Betriebsnummern innerhalb dieser Bauserie sind nicht bekannt.

## Baureihe SJ Oa

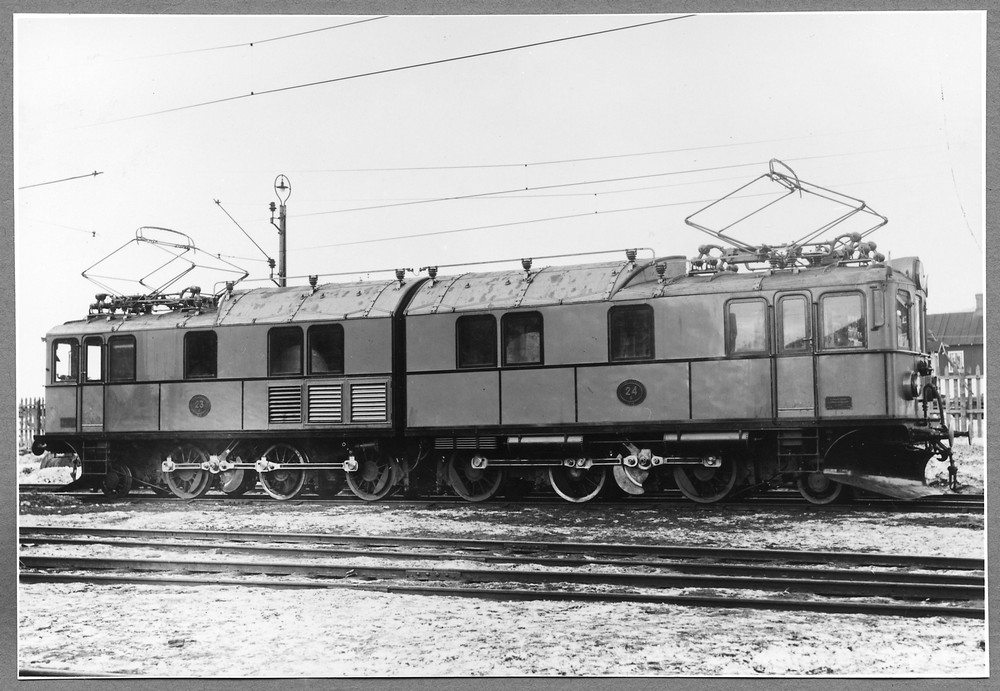
Oa 23 und Oa 24

1919 erfolgte für die Baureihe eine Aufteilung in Unterbauserien. Dabei erhielten die 26 1914/15 von den beiden Herstellerfirmen gelieferten Lokhälften die neue Baureihenbezeichnung Oa. Die Nummerierung begann mit Oa 1 und endete mit Oa 26. Im Betriebsdienst waren immer zwei folgende Lokhälften fest miteinander verbunden.
Oa 19/Oa 20 wurden nach einem Brand am 9. Dezember 1935 bei Gällivare und Oa 21/Oa 22 nach einem Brand am 29. Juli 1940 bei Riksgränsen ausgemustert und verschrottet. Die Abstellung und Ausmusterung der Serie begann 1957 und war 1960 abgeschlossen. Die Verschrottung der Lokomotiven erfolgte bis 1963.
Oa 2 wurde 1960 von Sveriges Järnvägsmuseum in Notviken übernommen und kam 1986 zum Norrbottens Järnvägsmuseum.

## Baureihe SJ Ob

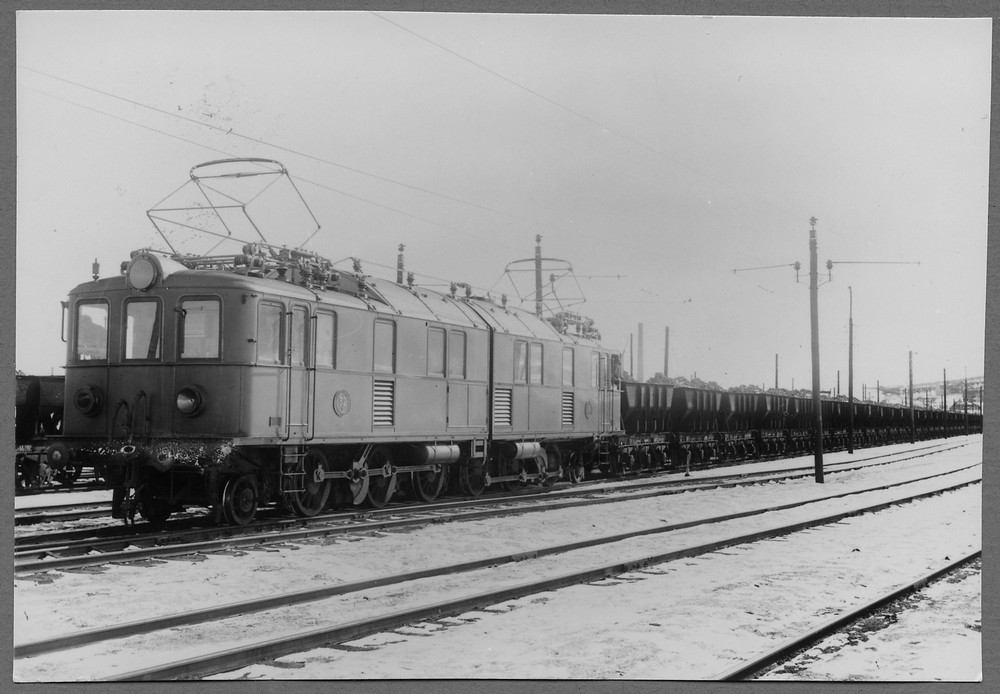
Ob 32 mit einem beladenen Erzzug

Bei der Aufteilung der Baureihe 1919 wurden die acht Lokomotiven mit der geringeren Achslast und der größeren Höchstgeschwindigkeit in die Typenvariante SJ Ob eingereiht. Die Nummerierung begann mit Ob 32 und endete mit Ob 39. Im Betriebsdienst waren immer zwei folgende Lokhälften fest miteinander verbunden.
Ob 34/Ob 35 wurden nach einem Brand am 9. Dezember 1935 bei Gällivare ausgemustert und verschrottet. Die Abstellung und Ausmusterung der Serie begann 1957 und war 1960 abgeschlossen, ebenso die Verschrottung.
Ob 37 wurde 1960 von Sveriges Järnvägsmuseum in Notviken übernommen und kam 1986 zum Norrbottens Järnvägsmuseum.